# Clavelina viola
Clavelina viola är en sjöpungsart som beskrevs av Takasi Tokioka och Nishikawa 1976. Clavelina viola ingår i släktet Clavelina och familjen klungsjöpungar. Inga underarter finns listade i Catalogue of Life.